# Iván José Sibaja
Iván José Sibaja (* 20. Mai 2000) ist ein costa-ricanischer Leichtathlet, der sich auf den Speerwurf spezialisiert hat und aktuell Inhaber des Landesrekordes ist.

## Sportliche Laufbahn
Erste internationale Erfahrungen sammelte Iván José Sibaja im Jahr 2019, als er bei den Zentralamerikameisterschaften in Managua mit einer Weite von 59,00 m die Silbermedaille im Speerwurf hinter dem Panamaer Jonathan Cedeño gewann. Anschließend belegte er bei den U20-Panamerikameisterschaften in San José mit 65,83 m den fünften Platz. Im Jahr darauf gewann er bei den Zentralamerikameisterschaften ebendort mit 63,43 m die Silbermedaille hinter dem Guatemalteken Luis Taracena und 2021 belegte er bei den Zentralamerikameisterschaften mit 60,29 m den vierten Platz. Anschließend wurde er bei den U23-NACAC-Meisterschaften in San José mit 63,04 m Vierter im Speerwurf und gewann mit der costa-ricanischen 4-mal-100-Meter-Staffel in 44,69 s die Silbermedaille. 2022 gewann er bei den Zentralamerikameisterschaften in Managua mit 63,53 m die Silbermedaille hinter Luis Taracena und im Jahr darauf siegte er bei den Zentralamerikameisterschaften in San José mit neuem Landesrekord von 73,22 m. Anschließend belegte er bei den Zentralamerika- und Karibikspielen in San Salvador mit 72,42 m den siebten Platz. 2024 siegte er mit 70,28 m bei den Zentralamerikameisterschaften ebendort und im Jahr darauf belegte er bei den World University Games in Bochum mit 73,91 m den sechsten Platz.
In den Jahren von 2021 bis 2025 wurde Sibaja costa-ricanischer Meister im Speerwurf.